# Rob-Vel
Rob-Vel, seudónimo de Robert Velter (París, 9 de febrero de 1909 - Saint-Malo, 27 de abril de 1991), fue un dibujante y guionista francés de historietas, muy conocido por haber sido quien creó el personaje Spirou.

## Biografía

### Sus comienzos en la historieta: 1936-1937
Mientras trabajaba en un navío transatlántico, Velter conoció al historietista estadounidense Martin Branner y se hizo su ayudante, colaborando entonces en la serie estadounidense de historietas Winnie Winkle. De vuelta a Francia en 1936, creó bajo el seudónimo de Bozz un personaje llamado Subito, para la publicación Le Petit Parisien.
En 1937 dio vida a las aventuras de Toto, emblema del periódico del mismo nombre. Les aventures de Toto fueron guionizadas por Davine, la propia esposa de Rob-Vel, y fue esta historieta la que llamó la atención del editor-impresor belga Dupuis, quien en ese entonces quería lanzar una publicación de cómics destinada a la juventud.

### Rob-Vel y elJournal de Spirou: 1938-1943
Contactado por la editorial Dupuis para el lanzamiento del semanario Le Journal de Spirou, Robert Velter creó el personaje Spirou, un muchacho pelirrojo, travieso y espabilado. Fueron precisamente el color de cabello y el espíritu nervioso de este personaje, así como el doble sentido del término familiar belga écureuil (que significa tanto ardilla como niño revoltoso e inquieto), los elementos que inspiraron al autor a asociar esta historieta con una pequeña ardilla. Para su difusión, el autor utilizó el seudónimo de Rob-Vel.
Igualmente Robert Velter creó para el recién citado semanario la serie Bibor et Tribar et les gags de Babouche, mientras que su esposa Davine creaba por su parte la serie Zizette.
La Segunda Guerra Mundial hizo difícil las comunicaciones entre la editorial Dupuis y Rob-Vel, quien había sido movilizado. Fue su amigo, el pintor Luc Lafnet, quien logró que se mantuviera el ritmo de publicación de una página a la semana, trabajando sobre los esbozos y guiones que Rob-Vel enviaba desde el frente. Luego del fallecimiento del pintor fue Davine quien prosiguió Spirou, acentuando fuertemente el lado realista de la serie, hasta la interrupción del semanario en el verano de 1940.
Herido y luego hecho prisionero, Rob-Vel estaba ilocalizable cuando el Journal de Spirou apareció de nuevo, y entonces fue Jijé quien se ocupó de la serie hasta marzo de 1941. En esa fecha, Rob-Vel retomó las riendas de su personaje, desarrollando peripecias y aventuras que evolucionaron fuertemente hacia la fantasía y la ciencia ficción con Spirou sur la planète Zigomus.
Luego de la prohibición de publicación que afectó a Journal de Spirou en 1943, Rob-Vel vendió su personaje a la editorial Dupuis, quien en lo sucesivo confió a Jijé la responsabilidad de tomar el relevo de esta historieta.

### La posguerra: Bibor et Tribar, Subito et Nimbus
Terminada la guerra, Robert Velter desarrolló un nuevo proyecto, Les avatars de M. Subito que difundió a través de la prensa diaria hasta 1969, y también retomó sus personajes Bibor y Tribar en el semanario Pierrot entre 1947 y 1951. Además, dio vida a varias tiras cómicas infantiles, que difundió en los periódicos Lisette, L'Astucieux, y Bravo, entre los años 1940 y 1950. Y en 1971 retomó el personaje del profesor Nimbus, de André Daix, bajo el seudónimo colectivo de « J. Darthel ».
Con ocasión del aniversario número 33 de Spirou, Velter volvió al personaje del traje de botones rojo, desarrollando una historia corta nostálgica de cuatro páginas, con la participación del guionista Raoul Cauvin. En 1975, y aprovechando la salida de dos álbumes hors série de Spirou que retomaban las historias escritas por Rob-Vel, el autor confirmó haber propuesto nuevas páginas a Journal de Spirou después de la guerra, aunque en vano; finalmente, en 1978, Velter diseña para ese semanario belga el anuncio « la semaine prochaine ». 
Con posterioridad Robert Velter se consagró a la ilustración, y a desarrollar algunas historias para el Journal de Mickey bajo el seudónimo de Bozz, y más tarde se jubiló encontrándose ya en Saint-Malo, donde murió finalmente en 1991. Fue enterrado en el cementerio de Lorette.
A su muerte, el semanario Spirou le rindió homenaje continuando Les aventures de Spirou con la participación de varios guionistas y dibujantes.